# Hermann Linse
Hermann Linse (* 24. August 1914 in Großkuchen, Oberamt Neresheim, Württemberg; † 1. Dezember 1999) war ein deutscher Ingenieur, Hochschullehrer und Fachbuchautor. Von 1965 bis 1977 war er Rektor der Fachhochschule für Technik Esslingen.

## Leben
Geboren und aufgewachsen in Großkuchen auf dem Härtsfeld, studierte Hermann Linse an der Technischen Hochschule Stuttgart Elektrotechnik mit dem Abschluss als Diplomingenieur. Nach seiner dortigen Assistententätigkeit sammelte er bei den Technischen Werken der Stadt Stuttgart Industrieerfahrung. 1952 nahm er die Lehrtätigkeit an der Staatlichen Ingenieurschule Esslingen auf.
Als Nachfolger von Karl Meerwarth wurde Hermann Linse 1965 Direktor der Staatlichen Ingenieurschule Esslingen. Während der Zeit der Studentenunruhen ab 1968, die u. a. eine europaweite Anerkennung der Ingenieurschulabsolventen forderten, war er Mitinitiator des Esslinger Modells, aus dem letztendlich ab 1971 die Fachhochschulen hervorgingen. Hermann Linse wurde vom Senat zum ersten Rektor der Fachhochschule für Technik Esslingen gewählt und führte dieses Amt bis zu seiner Emeritierung im Jahr 1977. In seiner Amtszeit leitete er die 1978 erfolgte Erweiterung der Fachhochschule um das Gebäude der aufgelösten Pädagogischen Hochschule, dem heutigen Standort Flandernstraße, sowie die Änderung des baden-württembergischen Landeshochschulgesetzes ein. Zudem brachte er die Einführung neuer Studiengänge wie Technische Informatik und Wirtschaftsingenieurwesen voran. Dafür erhielt er mehrfach Ehrungen. Am 25. Juli 1980 wurde ihm das Bundesverdienstkreuz verliehen.
Hermann Linse war Ehren-Alter-Herr aller sechs Esslinger Studentenverbindungen. Daneben war ihm auch der VfB Stuttgart sehr wichtig; zunächst als aktiver Fußballspieler und später als Mitglied des Vereinsbeirats.
Sein Fachbuch Elektrotechnik für Maschinenbauer erschien von 1962 bis 1992 in neun Auflagen; ab 1983 unter Mitwirkung des Co-Autors Rolf Fischer, der nach dem Tod von Hermann Linse das Standardwerk weiterführte. 2019 erschien die 16. Auflage.

## Werke (Auswahl)
- Berechnung von elektrischen Leitungen und Netzen. Ferdinand Enke Verlag, Stuttgart 1958.
- Elektrotechnik für Maschinenbauer. B. G. Teubner Verlag, Stuttgart 1962.
- Von der „Schule für Maschinenbauer“ in Stuttgart zur Fachhochschule für Technik Esslingen. Ein kurzer Abriß der geschichtlichen Entwicklung. Sonderdruck aus der Festschrift zum 100. Stiftungsfest der Verbindung „Motor“, Esslingen 1984.
- mit Rolf Fischer: Elektrotechnik für Maschinenbauer. 9. Auflage, B. G. Teubner Verlag, Stuttgart 1992, ISBN 978-3-519-16325-1.